# Recija
Recija (lat. Raetia ili Rhaetia) je bila provincija Rimskog Carstva, koja je na zapadu graničila sa zemljom Helveta, na istoku s Norikom, na sjeveru s Vindelicijom, a na jugu s Cisalpinskom Galijom. Uključivala je područja današnje istočne i centralne Švicarske (Gornja Rajna i Bodensko jezero), južne Bavarske i Gornje Švapske, Vorarlberg, najveći dio Tirola i dio sjeverne Lombardije. Kasnije im je priključena i Vindelicija - odnosno današnja područja južnog Württemberga i jugozapadne Bavarske. U doba careva Augusta i Tiberija kao sjeverna granica je služio Dunav, da bi se kasnije proširila na sjever, pri čemu je izgrađen Limes Germanicus. Ključna komunikacija u provinciji je bio prijevoj Reschen, radi koga su Rimljani sagradili cestu Via Claudia Augusta.